# سوسو (میسیسیپی)
سوسو (به انگلیسی: Soso) شهرکی در ایالت میسیسیپی کشور ایالات متحده آمریکا است که جمعیت آن در سرشماری سال ۲۰۱۰ میلادی، ۴۰۸
نفر بوده‌است.